# Nậm Trai
Nậm Trai hay suối Trai là một phụ lưu của Nậm Mu trong lưu vực sông Đà. Sông có chiều dài 36 km và diện tích lưu vực là 306 km². Nậm Trai chảy ở huyện Mù Cang Chải tỉnh Yên Bái và huyện Mường La tỉnh Sơn La, Việt Nam .

## Dòng chảy
Phần đầu nguồn Nậm Trai có tên suối Phình Hồ chảy từ xã Chế Tạo huyện Mù Cang Chải 21°40′22″B 104°01′28″Đ / 21,67278°B 104,02444°Đ.
Qua xã Hua Trai sông đổ vào bờ trái Nậm Mu ở xã Mường Trai huyện Mường La 
Trên dòng Nậm Trai đã xây dựng Thủy điện Nậm Trai 21°39′18″B 103°59′32″Đ / 21,654904°B 103,99213°Đ tổng công suất lắp máy 17 MW, ở bản Hủa Na xã Hua Trai, gồm 2 bậc Nậm Trai 3 công suất lắp máy 10 MW,và Nậm Trai 4 công suất lắp máy 7 MW, đã hoàn thành trước năm 2017.